# مثبت السلاح
مثبت السلاح هو جهاز يسهل تصويب قطعة مدفعية عن طريق تعويض حركة المنصة التي تم تركيبها عليها. للأسلحة البحرية، انظر نظام التحكم في نيران مدفع السفينة . تميل الأنظمة الأرضية المتحركة إلى طلب تثبيت أكثر تخصصًا. نظرًا للحاجة إلى إطلاق النار أثناء الحركة، استخدمت بعض الدبابات في الحرب العالمية الثانية التثبيت للسلاح، لكن هذه الخاصية أصبحت شائعًة أكثر في العقود اللاحقة خلال الحرب الباردة .